# Average White Band

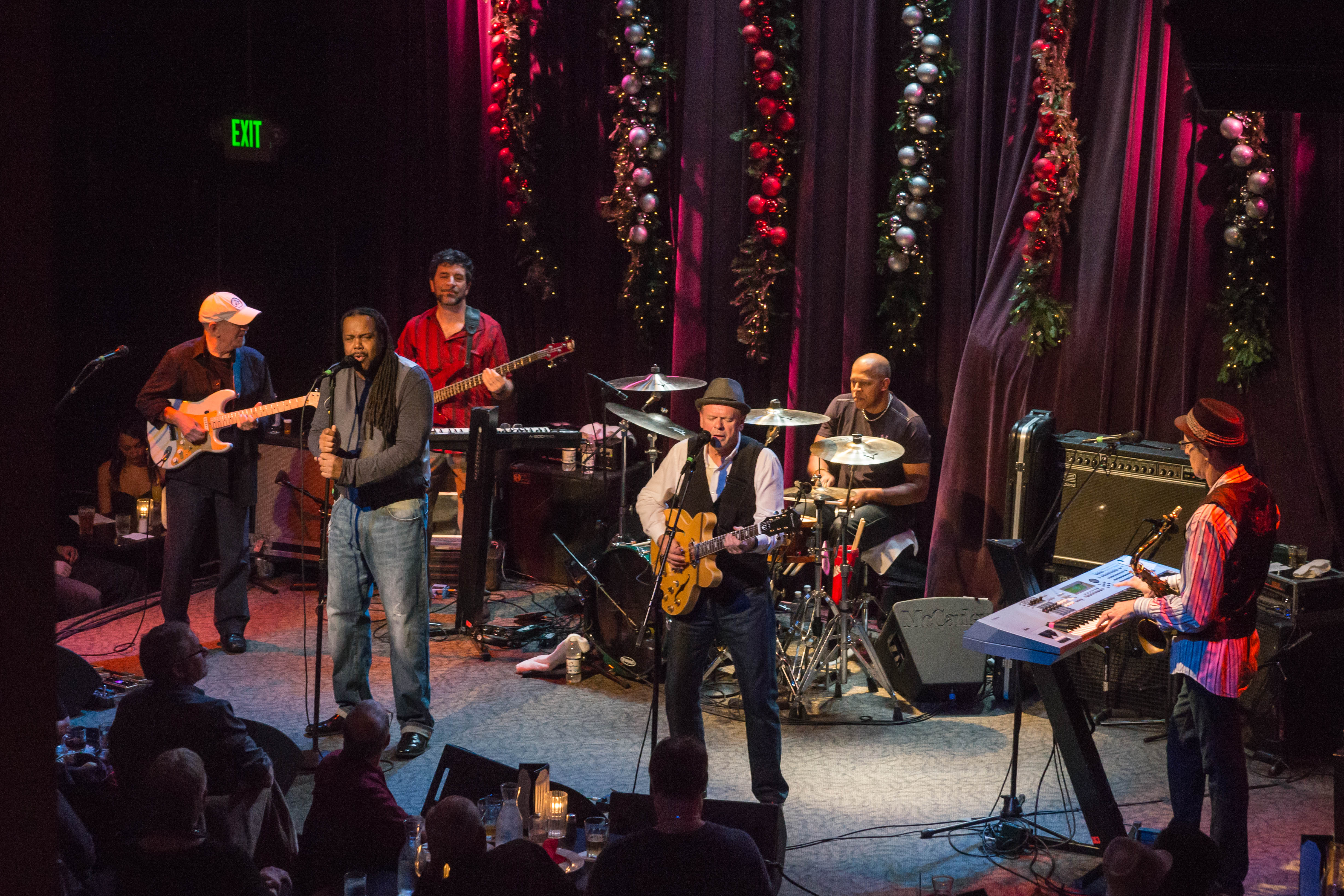
2013 års upplaga av Average White Band.

Average White Band är en skotsk musikgrupp som bildades 1972 i Dundee och spelar funk och disco. Den första upplagan av gruppen bestod av Onnie McIntyre (sång, kompgitarr), Alan Gorrie (gitarr, bas, sång), Roger Ball (keyboards), Malcolm "Molly" Duncan (saxofon), och Robbie McIntosh (trummor). Michael Rosen var kort med på trumpet i gruppen innan han lämnade den. Samtidigt blev gitarristen Hamish Stewart ny medlem.
Gruppens debutalbum Show Your Hand sålde dåligt, men de fick ett stort genombrott med sitt andra studioalbum AWB 1974. Skivan toppade Billboard 200-listan, och dess instrumentala singel "Pick Up the Pieces" blev amerikansk singeletta 1975. Låten nådde sjätteplatsen på brittiska singellistan.
Gruppens trummis Robbie McIntosh avled efter en heroinöverdos i september 1974. Man valde att fortsätta med Steve Ferrone som ny trummis. Nästa album Cut the Cake dedicerades till McIntosh, och titelspåret blev en singelhit. Gruppen hade fortsatt ett antal framgångar under 1970-talet, bland annat "Queen of my Soul" 1976, men i början av 1980-talet minskade deras popularitet. De hade en sista större hit 1980 med "Let's Go Round Again" och 1983 upplöstes gruppen. McIntyre, Gore, och Ball återförenade gruppen 1989. Sedan 1996 är McIntyre och Gore de enda kvarvarande medlemmarna då Ball valde att lämna gruppen.

## Diskografi, album
- Show Your Hand (1974)
- AWB (1974)
- Cut the Cake (1975)
- Soul Searching (1976)
- Warmer Communications (1978)
- Feel No Fret (1979)
- Shine (1980)
- Cupid's In Fashion (1982)
- Aftershock (1989)
- Soul Tattoo (1997)
- Living In Colour (2003)